# Basilika St. Quirinus (Sisak)

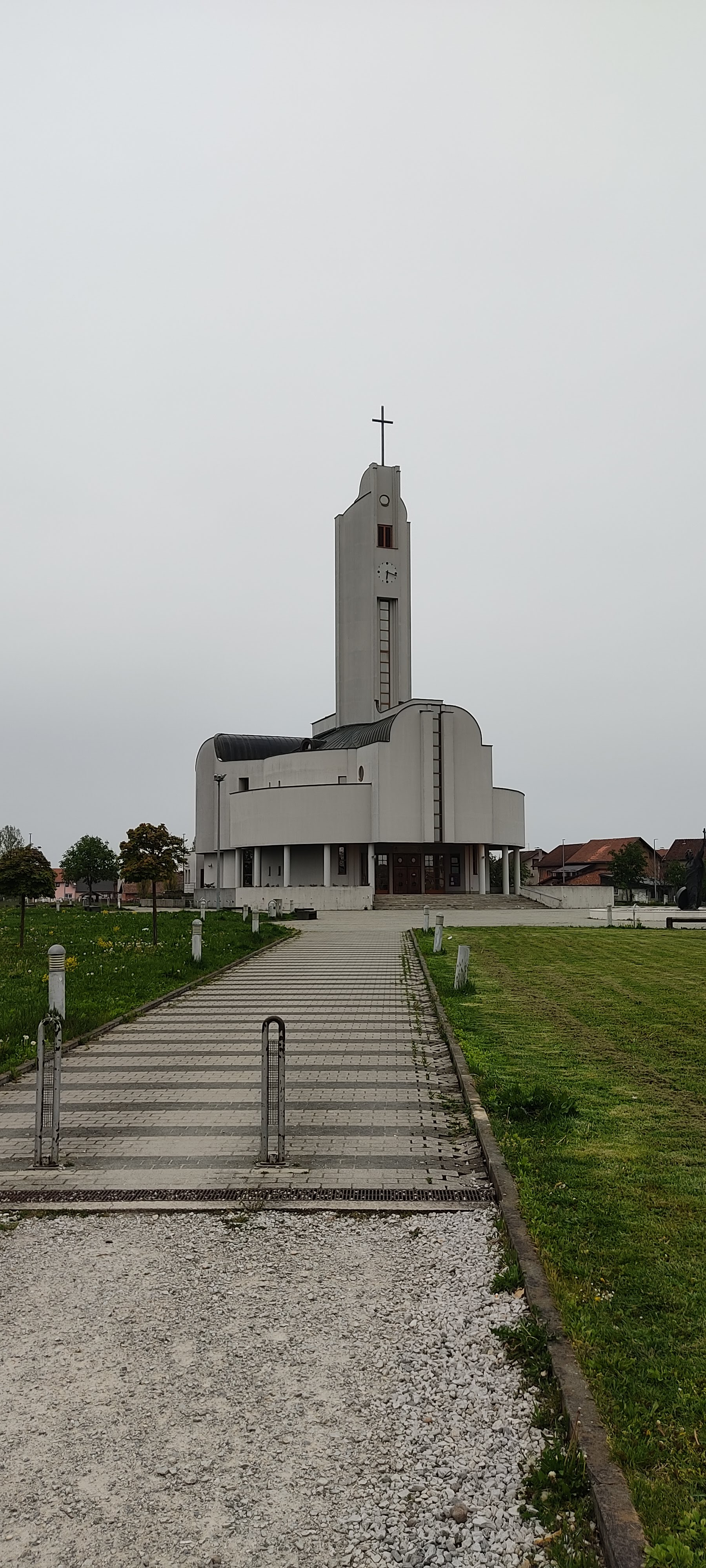
Basilika St. Quirinus in Sisak.

Die Basilika St. Quirinus (kroatisch Bazilika Sv. Kvirina) ist eine moderne römisch-katholische Kirche in Sisak, Kroatien. Die Kirche des 2009 (wieder)errichteten Bistums Sisak ist dem frühchristlichen Bischof der Stadt, Quirinus von Siscia, gewidmet und trägt den Titel einer Basilica minor.

## Geschichte
Nach ersten Überlegungen 1994 zur intensiveren Verehrung des Patrons der Region startete das Erzbistum Zagreb 1996 den Wettbewerb zum Bau der neuen Kirche. Gewinner war der Architekt Ivan Antolić aus Zagreb, der bereits einige andere Kirchen in der Region gebaut hatte. Die Kirche wurde 2003 fertiggestellt. 2014 erhielt die Kirche durch Papst Franziskus den Titel einer Basilica minor. Der päpstliche Nuntius Alessandro D’Errico leitete das Pontifikalamt am 4. Juni 2014, zum Fest des Schutzpatrons der Diözese und der Stadt Sisak, und sagte in der Begrüßung, dass er nicht erwartet habe, dass der Antrag des Basilikatitels in so kurzer Zeit angenommen werden würde; der Antrag, den Bischof Vlado Košić Ende Januar eingereicht hatte, war bereits am 18. März von der Kongregation für den Gottesdienst positiv beantwortet worden.

## Architektur
Der monumentale und expressive Entwurf von Antolić nimmt eine Fläche von 40 × 24 Metern ein. Der Kirchenraum bietet auf 450 Quadratmetern 380 Sitzplätze und 1000 Stehplätze. Die Basilika wurde in Stahlbetonbauweise errichtet und wird dominiert durch den Glockenturm über dem Eingangsbereich mit einer Höhe von 36,8 Metern, der mit dem Kreuz 42 Meter erreicht. Dabei werden mit der Vorhalle und den Apsiden um den erhöhten Altarraum Elemente der klassischen Basilika verwendet. Der überdachte Vorhof soll dem Aufbau des Altars für Messen auf dem Vorplatz dienen.